# Custódio Castro
Custódio Miguel Dias de Castro (Guimarães, 1983. május 24. –) portugál labdarúgó, jelenleg a SC Braga labdarúgója. Posztját tekintve védekező középpályás.

## Klub karrierje
2001-2007 között a Sporting CP-nél, ahol 2003. augusztus 16-án debütált a Académica de Coimbra ellen.
A 2006-07-es szezonban Paulo Bento csapatkapitánnyá választotta, majd 2007 júniusában eladták az orosz Gyinamo Moszkvának.
2009 januárjában visszatért Portugáliába és csatlakozott első nevelő klubjához a Vitóriához. 2010. augusztus 31-én az SC Bragába igazolt.
Első szezonjában a kezdőbe kerülését harcolt Leandro Salinóval és Vandinhóval, de így is 25 mérkőzésen pályára lépett. 2011. február 5-én gólt szerzett a CS Marítimo ellen. A negyedik helyen végeztek a bajnokságban az első szezonjában. Az Európa-liga elődöntőjében az SL Benfica ellen szöglet után gólt szerzett, amivel idegenben lőtt góllal jutottak tovább a  döntőbe.
A 2011-12-es szezon első felét kihagyta, mivel komoly tértűd sérülést szenvedett.

## Válogatott
Az U21-es válogatottal részt vett a 2004-es U21-es labdarúgó-Európa-bajnokságon és a 2006-os U21-es labdarúgó-Európa-bajnokságon is. 2004-ben a harmadik helyen végeztek a tornán, így bronzérmesként távoztak a Németországban megrendezett tornáról.
Paulo Bento a portugál szövetségi kapitány nevezte a 2012-es labdarúgó-Európa-bajnokságra utazó keretbe.

## Sikerei, díjai

### Válogatott
- U21-es labdarúgó-Európa-bajnokság: 1

2004